# Beigao, Fujian
Beigao (kinesiska: 北高) är en köping i sydöstra Kina. Den ligger i stadsdistriktet Licheng i staden Putian i provinsen Fujian, omkring 83 kilometer söder om provinshuvudstaden Fuzhou. Antalet invånare är 63 549. Befolkningen består av 33 699 kvinnor och 29 850 män. Barn under 15 år utgör 23,0 %, vuxna 15-64 år 65 %, och äldre över 65 år 10,0 %.